# Копацевичский сельсовет
Копацевичский сельсовет — административная единица на территории Солигорского района Минской области Республики Беларусь.

## История
Решением Минского облисполкома № 234 от 28 мая 2013 года ликвидирован Гаврильчицкий сельсовет, его территория и все населённые пункты присоединены к Копацевичскому сельсовету.

## Состав
Копацевичский сельсовет включает 8 населённых пунктов:
- Величковичи — агрогородок.
- Копацевичи — деревня.
- Новополесский — агрогородок.
- Вейно — деревня.
- Гаврильчицы — деревня.
- Дубица — деревня.
- Песчанка — деревня.
- Тесна — деревня.